# 사모곡
《사모곡》(思母曲)은 작자, 연대 미상의 고려 가요이다. 어머니를 사모하는 마음을 소박하게 읊은 노래이다. 악장가사(樂章歌詞)에 실려 전하고 있다. 신라시대 목주가(木州歌)로 추정하는 이견도 있다.